# Сюйчан
Сюйча́н (кит. упр. 许昌, пиньинь Xǔchāng) — городской округ в провинции Хэнань КНР. Название означает «расцвет в Сюй» и связано с тем, что именно с уезда Сюйсянь в эпоху Троецарствия начался расцвет царства Вэй.

## История

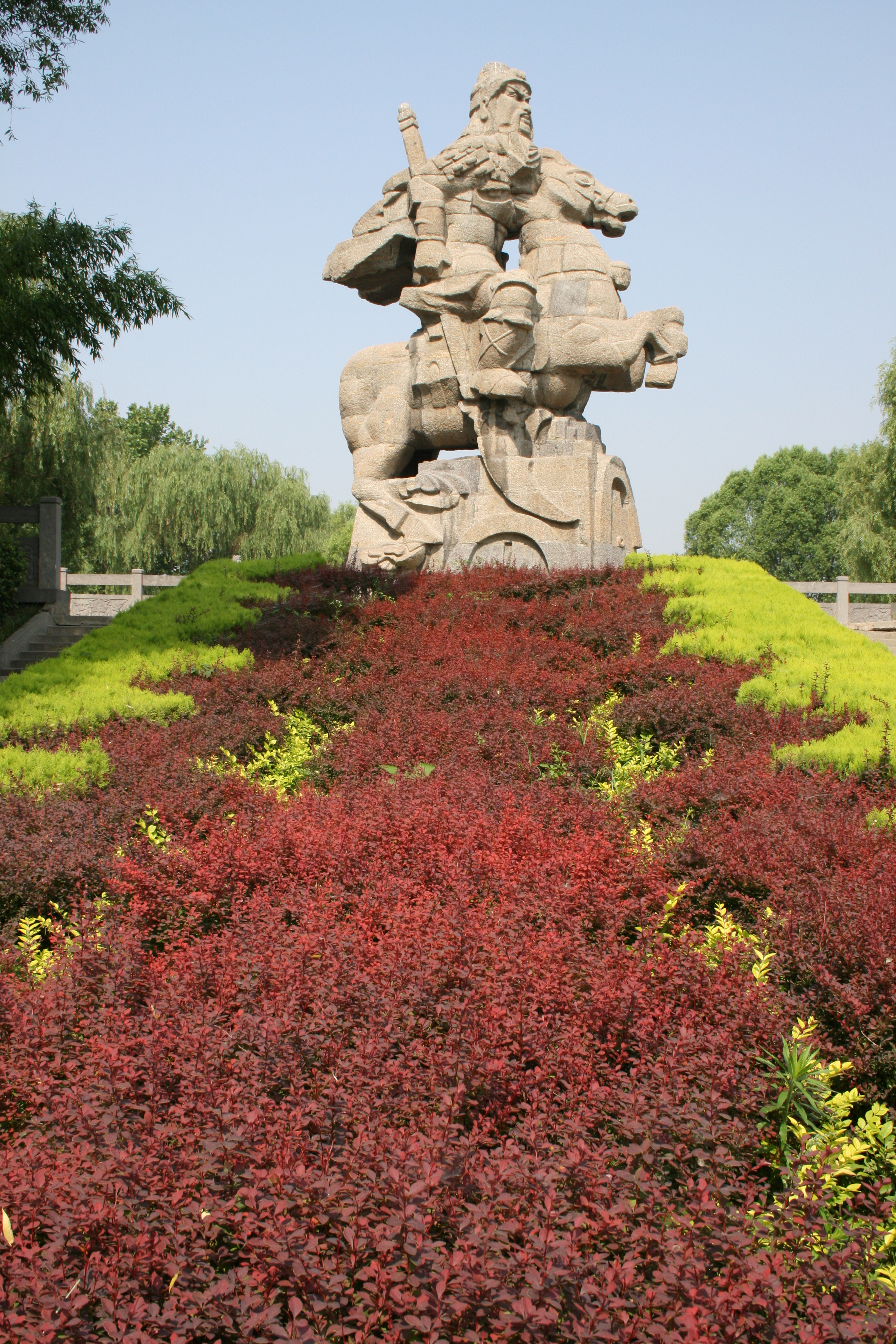
Статуя Гуань Юя

В местонахождении Линцзин в 15 км от города Сюйчан в слое 11, сформировавшемся 105—125 тысяч лет назад, были найдены фрагменты черепных сводов — Сюйчан 1, 2, 3, 4, 5 неизвестного вида человека. Размер мозга Сюйчан 1 был порядка 1800 см³. Учёные анализируют ДНК ископаемых находок, которым присущи характеристики неандертальца.
Утверждается, что во времена легендарных первых императоров был племенной вождь Сюй Ю (许由), поселившийся в этих местах на берегах реки Иншуй (Инхэ, Инчуань) — отсюда и пошло название «Сюй» для этих мест. Во времена династии Ся на территории современного Юйчжоу находилась одна из столиц этого царства.
Во времена империи Цинь (царство Цинь захватило эти места в 230 году до н. э.) был создан округ Инчуань (颍川郡), в который входило 12 уездов, в том числе Сюйсянь (许县, современный Сюйчан), Янди (阳翟县, современный Юйчжоу), Чаншэ (长社县, современный Чангэ), Яньлин (鄢陵县) и Сянчэн (襄城县). При империи Западная Хань в 201 году до н. э. из уезда Сюйсянь был выделен уезд Инъинь (颍阴县, современный Вэйду).
В конце империи Хань Цао Цао в 196 году перевёз в эти места императора Сянь-ди, в результате чего уезд Сюйсянь стал временной столицей империи. После наступления эпохи Троецарствия эти земли оказались в составе царства Вэй, и в 221 году Цао Пэй в память о том, что расцвет Вэй начался именно с уезда Сюйсянь, повелел переименовать уезд в «Сюйчан» («расцветающий Сюй»).
В эпоху Южных и Северных династий в 423 году во время войны между Северной Вэй и Южной династией Сун административный центр уезда Сюйчан был разрушен, и власти округа Инчуань были вынуждены перебраться оттуда в остававшийся под контролем Северной Вэй Чаншэ. При империи Восточная Вэй в 534 году была создана область Инчжоу (颍州), власти которой разместились в Чаншэ. В 549 году областные власти опять переехали в Инъинь, а область Инчжоу была при этом переименована в Чжэнчоу (郑州). При империи Северная Ци область Чжэнчжоу была переименована в Сюйчжоу (许州).
При империи Мин территория современного городского округа входила в состав областей Сюйчжоу (许州) и Цзюньчжоу (钧州), подчинённых Кайфэнской управе (开封府). В 1575 году из-за практики табу на имена, чтобы избежать употребления иероглифа «цзюнь», входившего в личное имя императора Чжу Ицзюня, область Цзюньчжоу была переименована в Юйчжоу (禹州). При империи Цин область Сюйчжоу в 1724 году стала «непосредственно управляемой» (то есть подчинялась напрямую властям провинции, минуя промежуточное звено в виде управы), её власти разместились на территории современного Чангэ. В 1735 году область Сюйчжоу была поднята в статусе, и стала Сюйчжоуской управой (许州府). После Синьхайской революции в Китае была проведена реформа структуры административного деления, и области с управами были упразднены; в 1913 году на территориях, ранее напрямую управлявшихся властями Сюйчжоуской управы и области Юйчжоу, были созданы уезды Сюйчан и Юйсянь.
В 1949 году был создан Специальный район Сюйчан (许昌专区), в состав которого вошли города Сюйчан, Лохэ и Пиндиншань, и 16 уездов. В 1954 году уезд Линьжу был передан в состав Специального района Лоян (洛阳专区). В 1960 году уезд Сюйчан был присоединён к городу Сюйчан. В 1964 году из Специального района Сюйчан был выделен Особый район Пиндиншань (平顶山特区). В 1965 году уезды Фугоу, Сихуа и Шаншуй были переданы в состав Специального района Чжоукоу (周口专区).
В 1969 году Специальный район Сюйчан был переименован в Округ Сюйчан (许昌地区). В 1979 году в состав округа Сюйчан из состава округа Пиндиншань был передан район Уган, но в 1982 году он был возвращён в состав округа Пиндиншань.
В 1986 году постановлением Госсовета КНР были расформированы округ Сюйчан и город Сюйчан, и образован городской округ Сюйчан, бывший город Сюйчан стал районом Вэйду в его составе; уезды Ханьчэн и Цзясянь были переданы в состав городского округа Пиндиншань; из уездов Уян, Линьин и Яньчэн был образован городской округ Лохэ.
В 1988 году уезд Юйсянь был преобразован в городской уезд Юйчжоу.
В 1993 году уезд Чангэ был преобразован в городской уезд.
В 2016 году уезд Сюйчан был преобразован в район городского подчинения Цзяньань.

## Административно-территориальное деление
Городской округ Сюйчан делится на 2 района, 2 городских уезда, 2 уезда:
| Карта | Карта          | Карта    | Карта     | Карта           | Карта         | Карта            |
| ----- | -------------- | -------- | --------- | --------------- | ------------- | ---------------- |
|       |                |          |           |                 |               |                  |
| #     | Статус         | Название | Иероглифы | Пиньинь         | Площадь (км²) | Население (2011) |
| 1     | Район          | Вэйду    | 魏都区    | Wèidū qū        | 67            | 420 000          |
| 2     | Городской уезд | Юйчжоу   | 禹州市    | Yǔzhōu shì      | 1472          | 1 280 000        |
| 3     | Городской уезд | Чангэ    | 长葛市    | Chánggě shì     | 650           | 770 000          |
| 4     | Район          | Цзяньань | 建安区    | Jiàn'ān qū      | 1002          | 910 000          |
| 5     | Уезд           | Яньлин   | 鄢陵县    | Yānlíng xiàn    | 866           | 690 000          |
| 6     | Уезд           | Сянчэн   | 襄城县    | Xiāngchéng xiàn | 920           | 880 000          |

## Экономика
Сюйчан является крупнейшим в мире центром по производству и экспорту париков: его доля на мировом рынке составляет более 60 %, на рынках Европы и Америки — более 40 %, на африканском рынке — свыше 70 %, а на платформе AliExpress Global — более 80 %. В округе насчитывается более 4 тыс. предприятий, выпускающих изделия из волос; в индустрии по производству и продаже париков работает более 300 тысяч людей. Крупные, средние и мелкие фабрики выпускают более 3 тыс. видов продукции, которую экспортируют в более чем 120 стран и регионов мира. Самой большой производственной базой по изготовлению париков обладает компания Rebecca. По итогам 2022 года внешнеторговый оборот индустрии париков Сюйчана достиг 17,9 млрд юаней (2,46 млрд долл. США).  　
В эпоху династии Мин местные жители начали делать парики для актеров китайской оперы. В начале XX века жители села Цюаньдянь поселка Линцзин района Цзяньань города Сюйчан начали заниматься бизнесом по продаже волос. Тогда почти все мужчины села были коробейниками. Они собирали волосы у людей и взамен давали им иголки и нитки. Затем коммерсанты обрабатывали и выпрямляли волосы и продавали их немецким торговцам. Волосы отправлялись на зарубежные фабрики, где из них изготавливались парики. Поселок Цзинлин постепенно стал оптовым центром сырья для производства париков. После старта политики реформ и открытости в Китае количество кустарных мастерских по производству волос в поселке Цзинлин быстро выросло. Эти мастерские занимались грубой обработкой материала, который затем экспортировался через государственные внешнеторговые каналы. Постепенно стали появляться современные фабрики с передовым оборудованием и своими каналами сбыта.

## Галерея

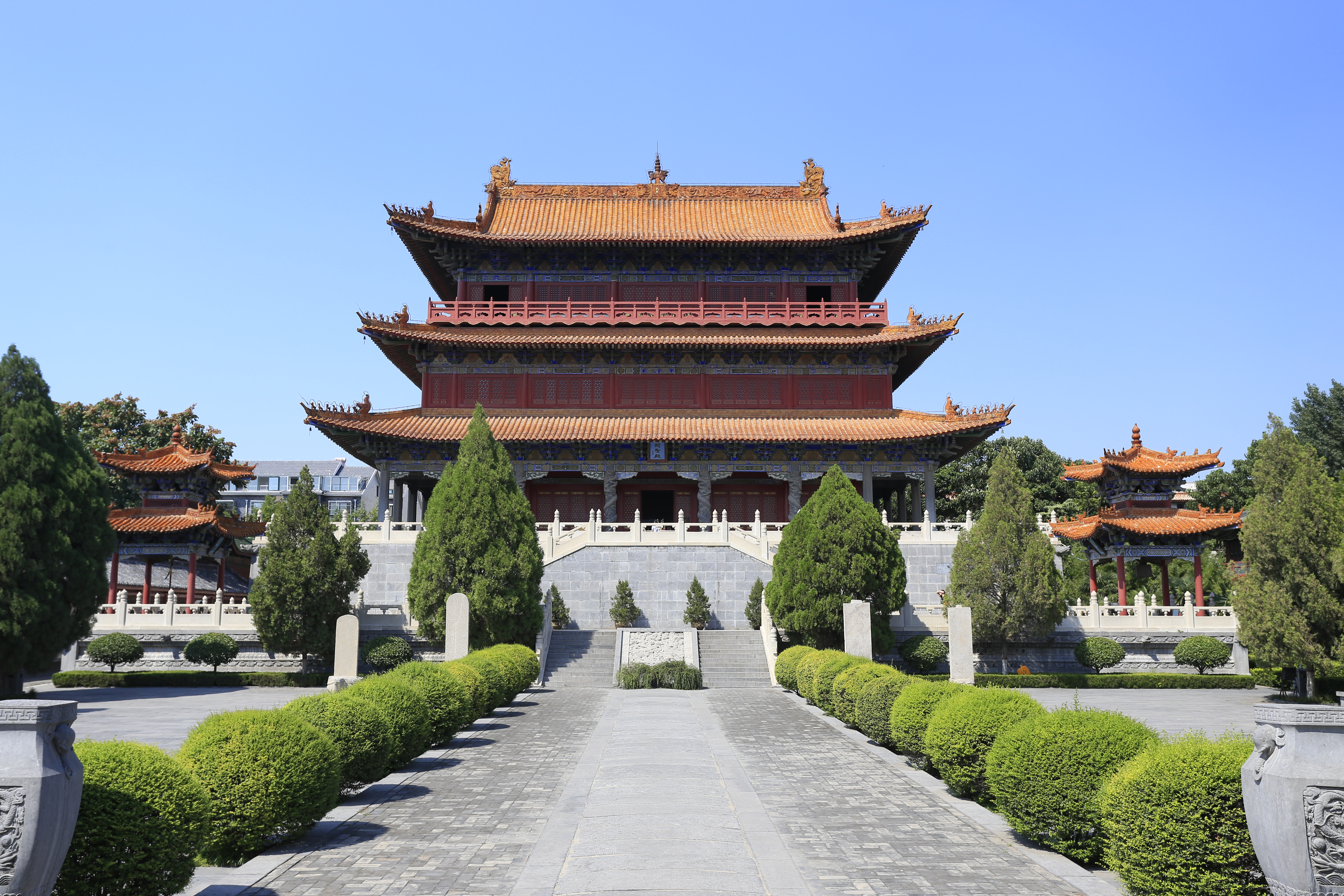
Храм Чуньцюлоу
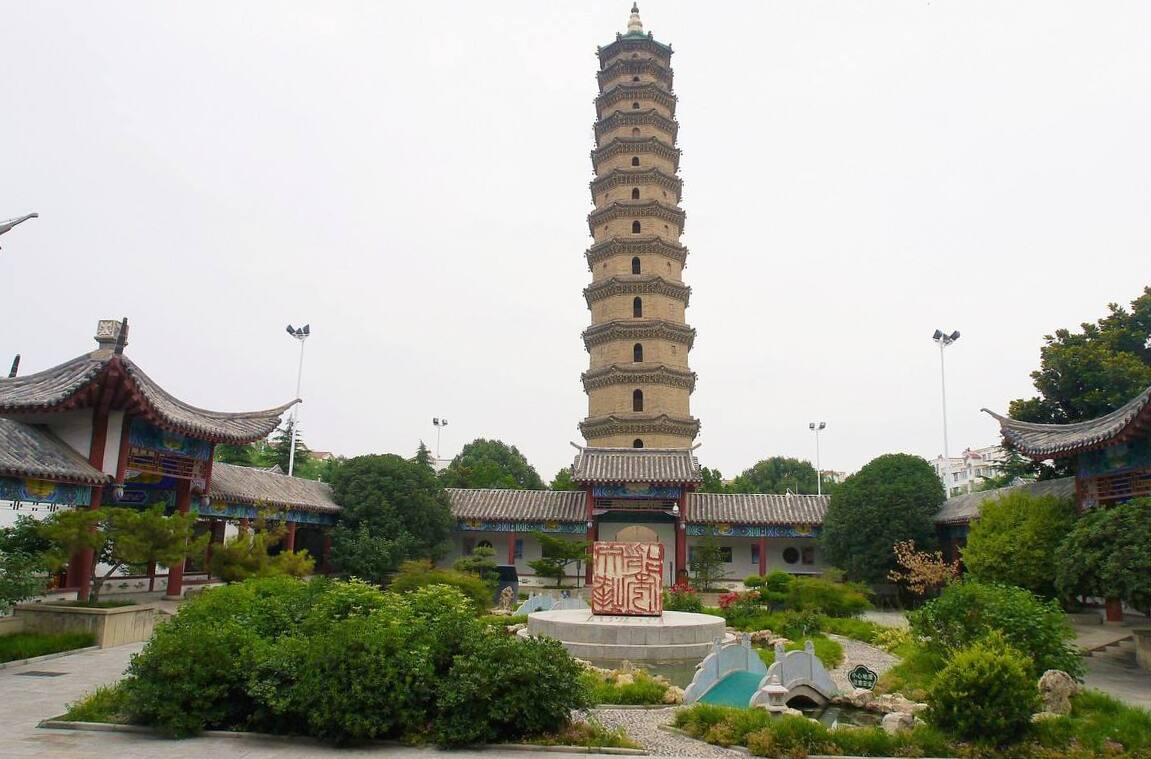
Пагода Вэньфэн
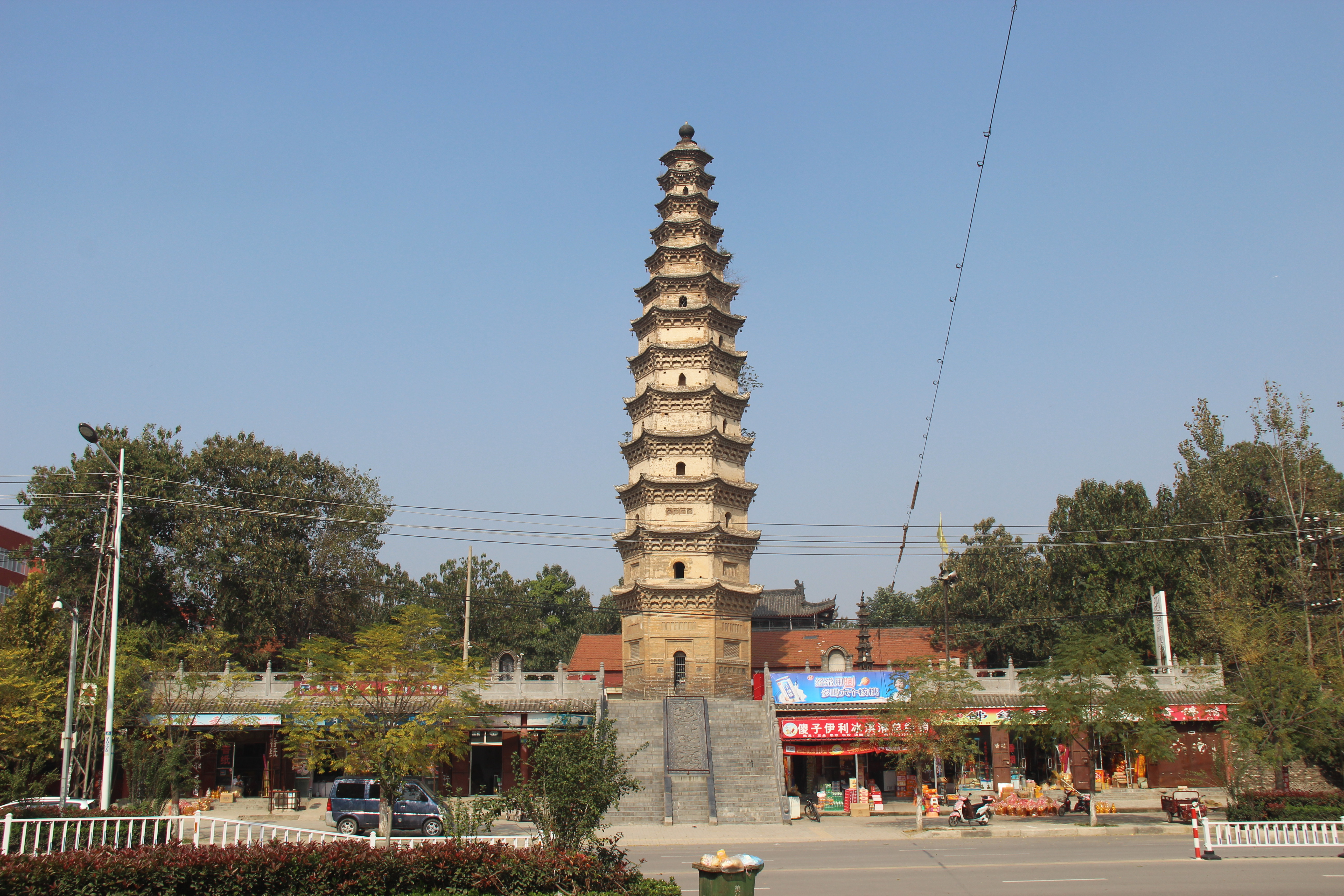
Пагода Цяньминсы
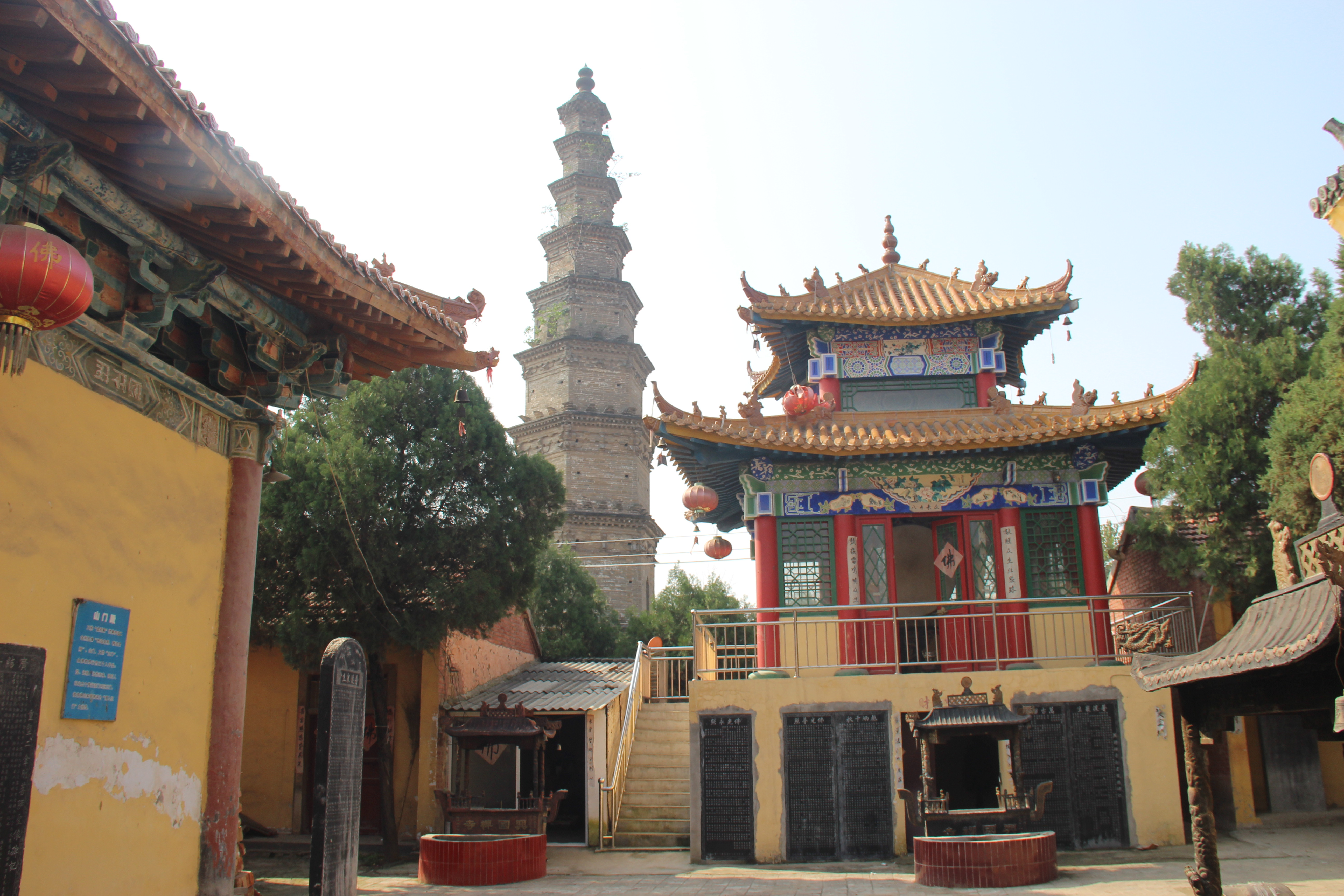
Пагода Синго
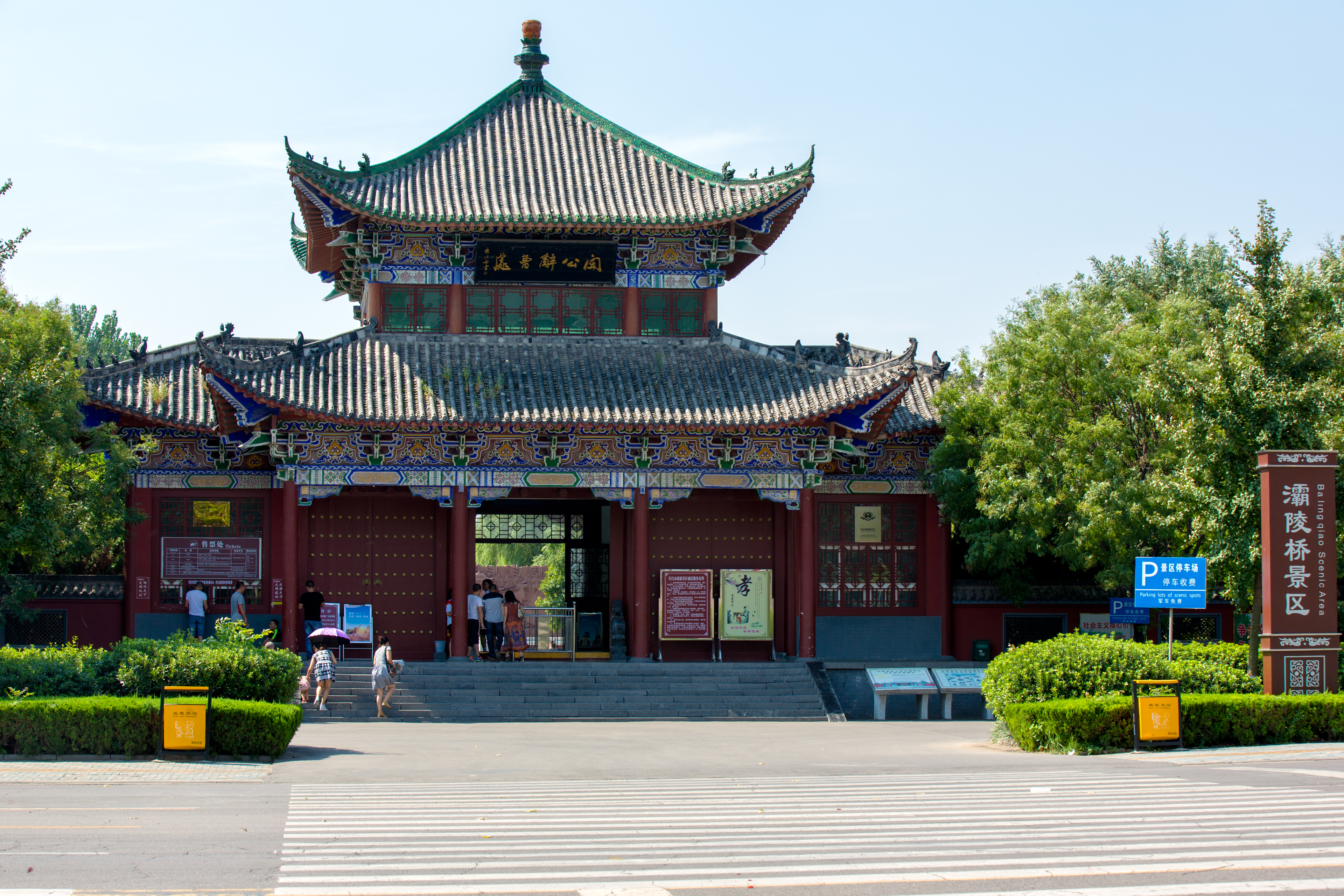
Вход в парк Балин
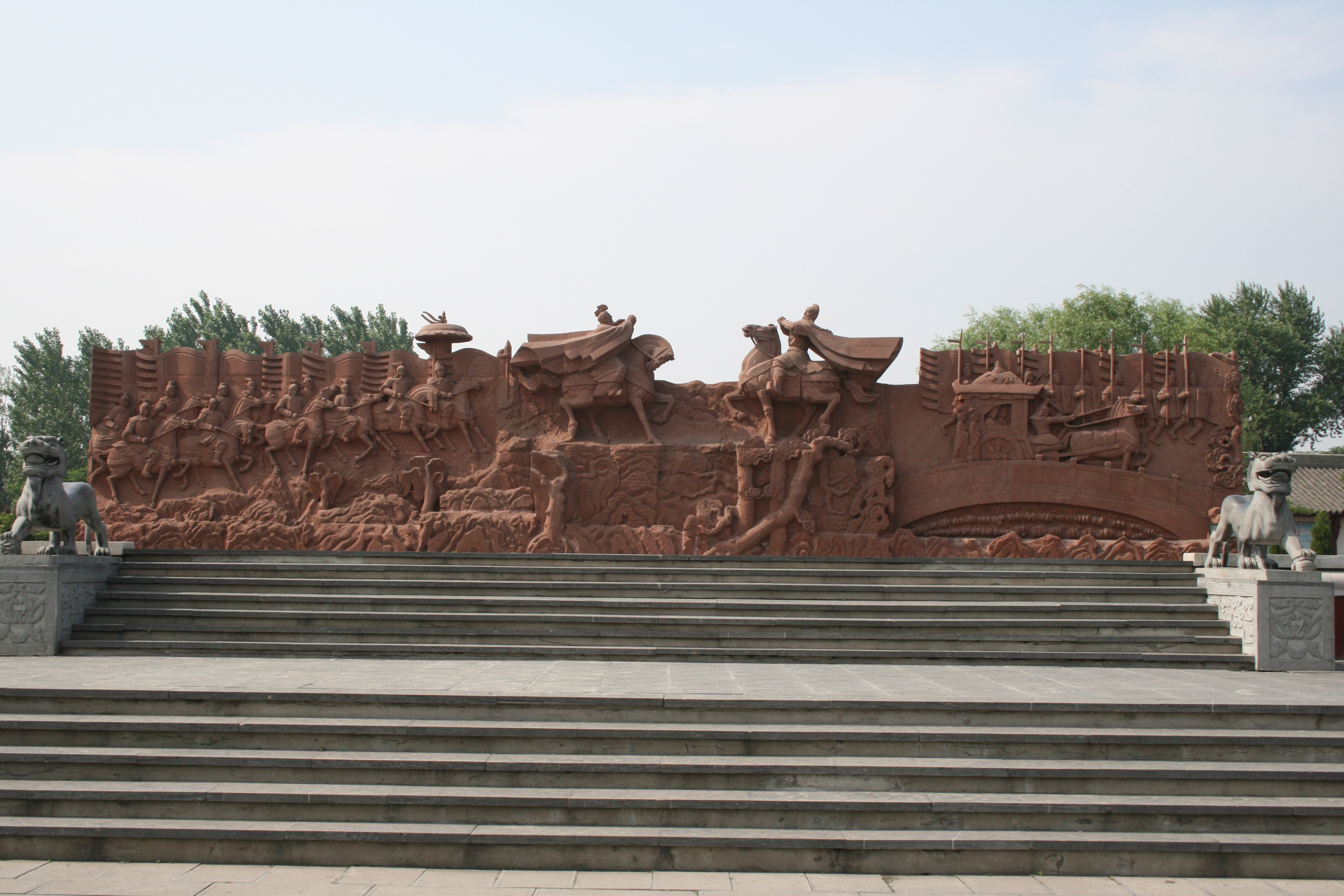
Скульптура «Гуань Юй прощается с Цао Цао»
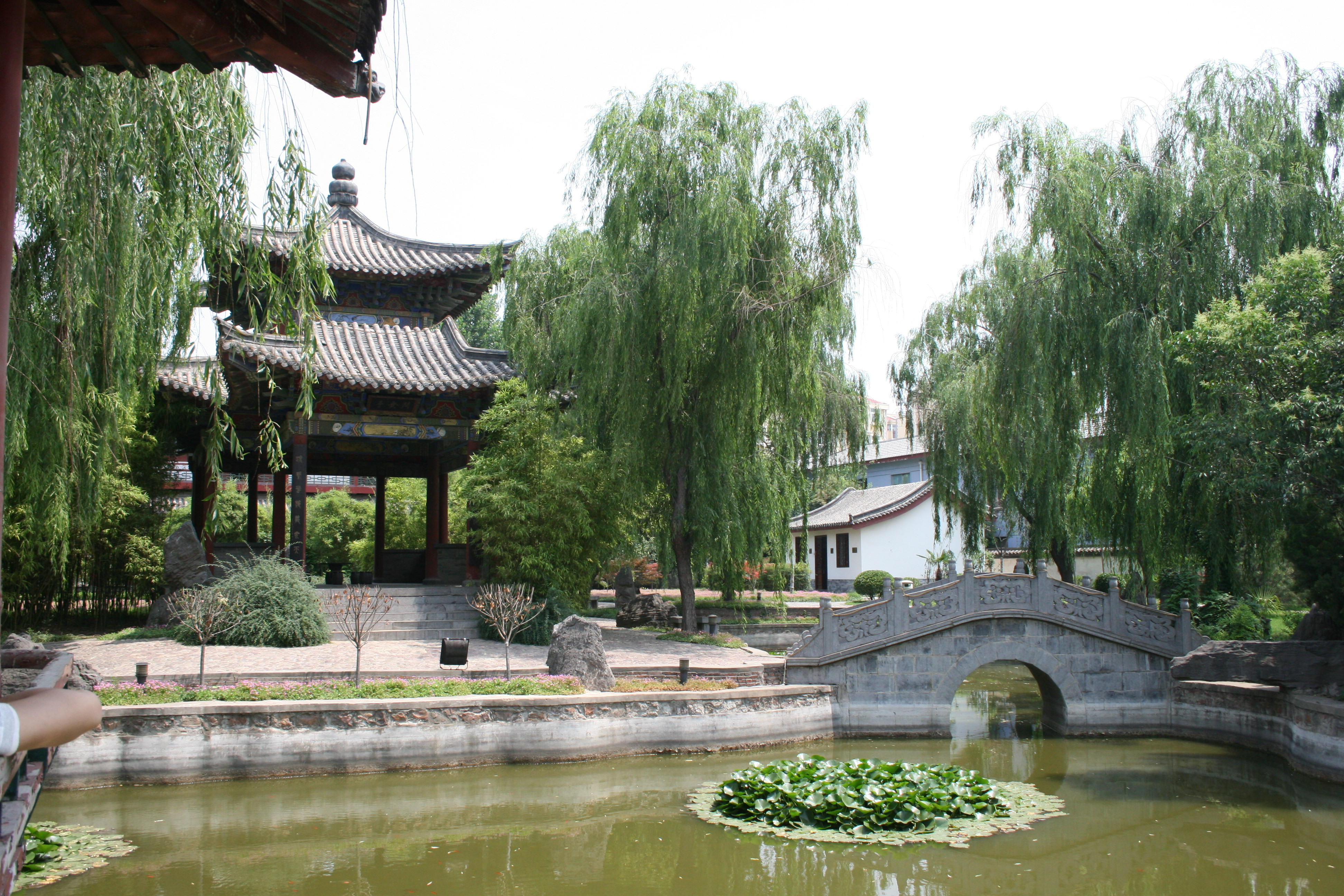
Храм Гуань Юя
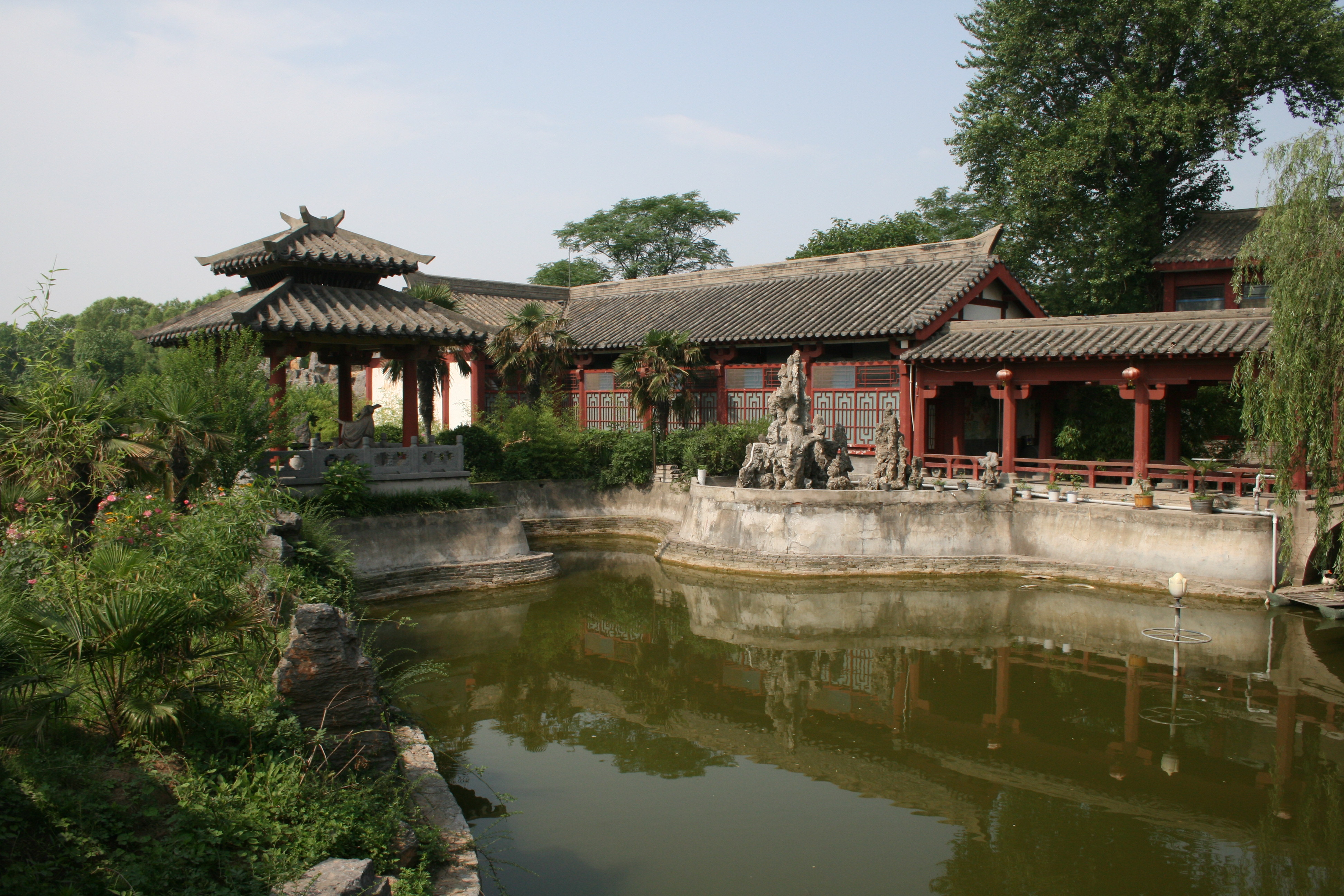
Храм Гуань Юя
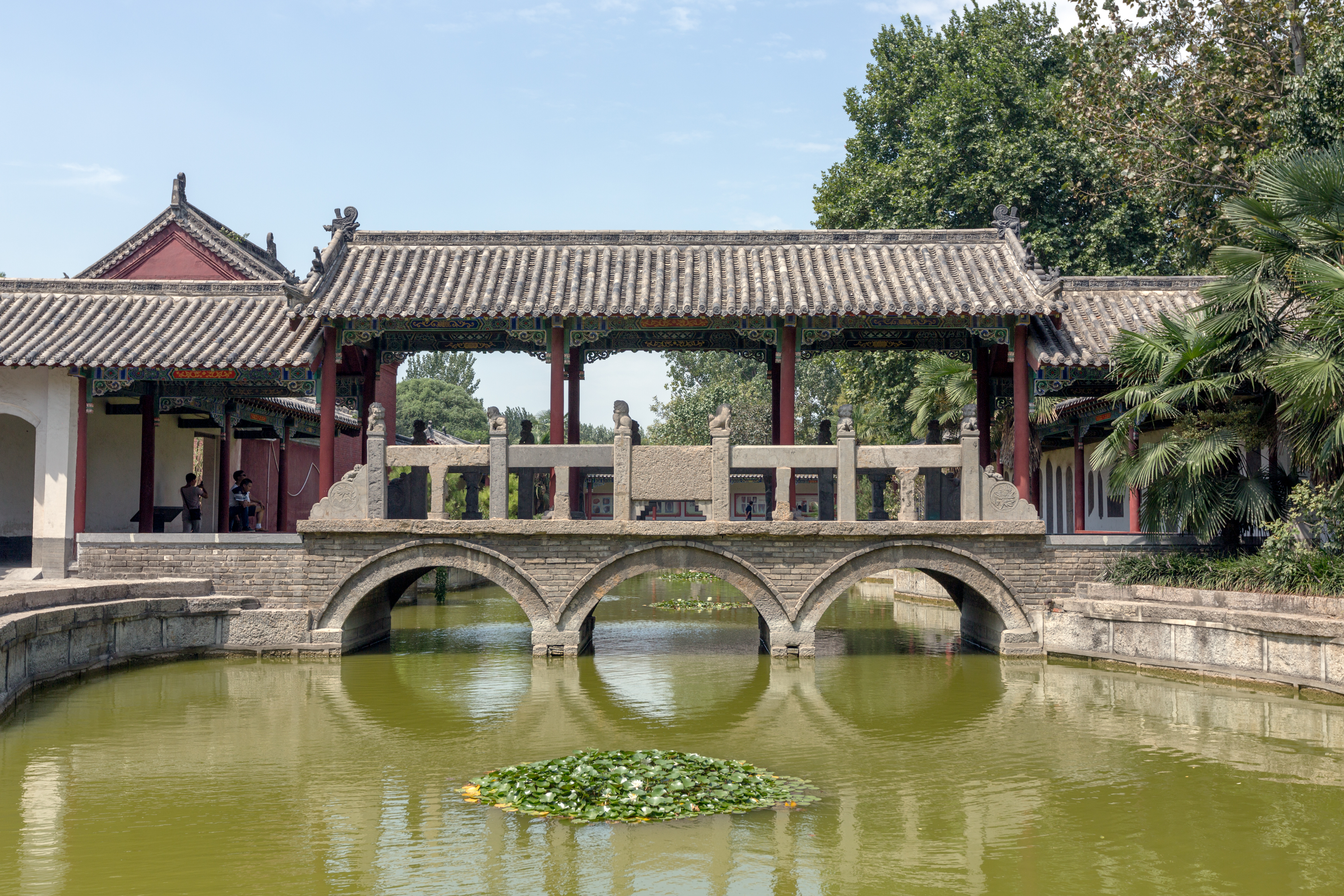
Старый мост Балин
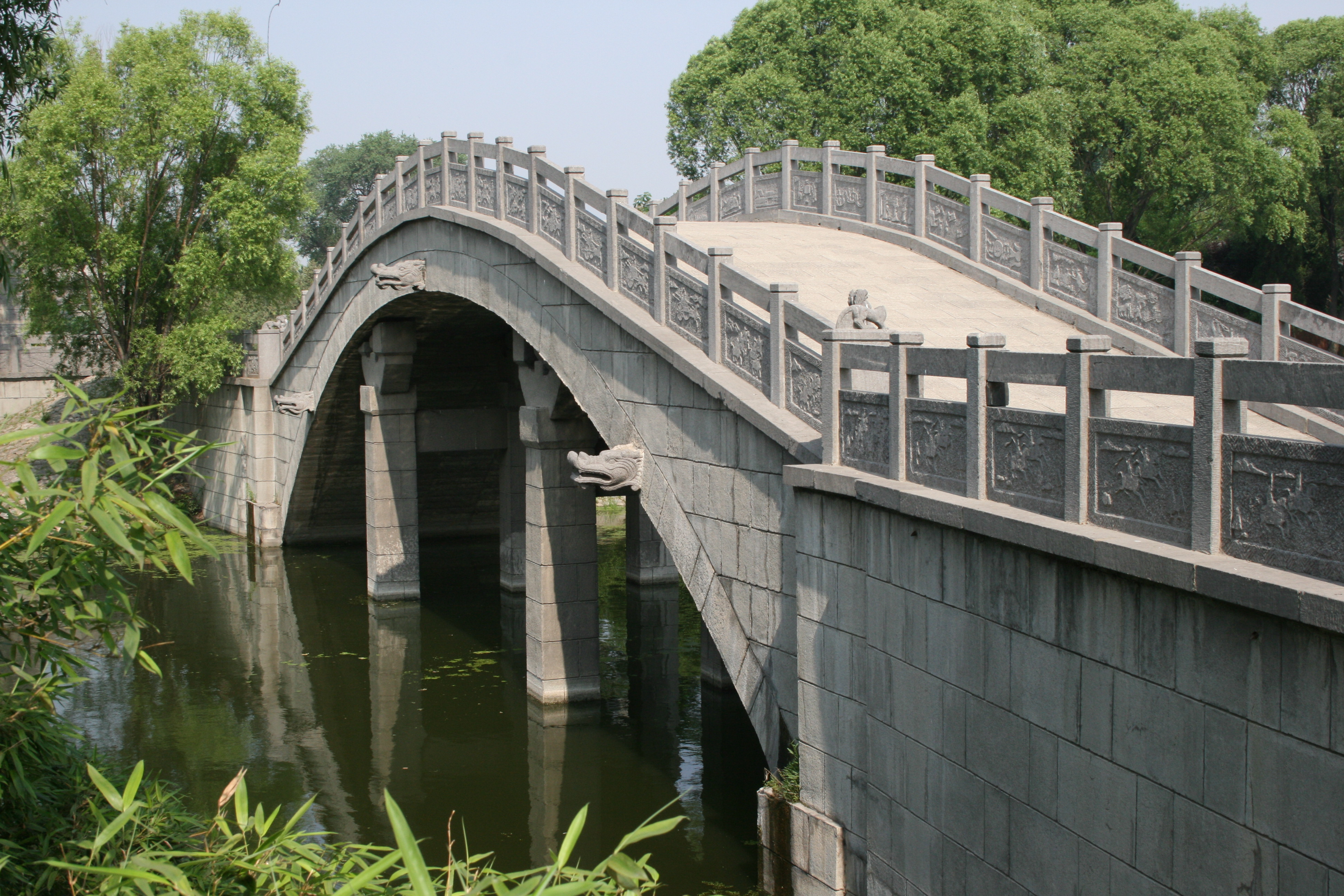
Новый мост Балин
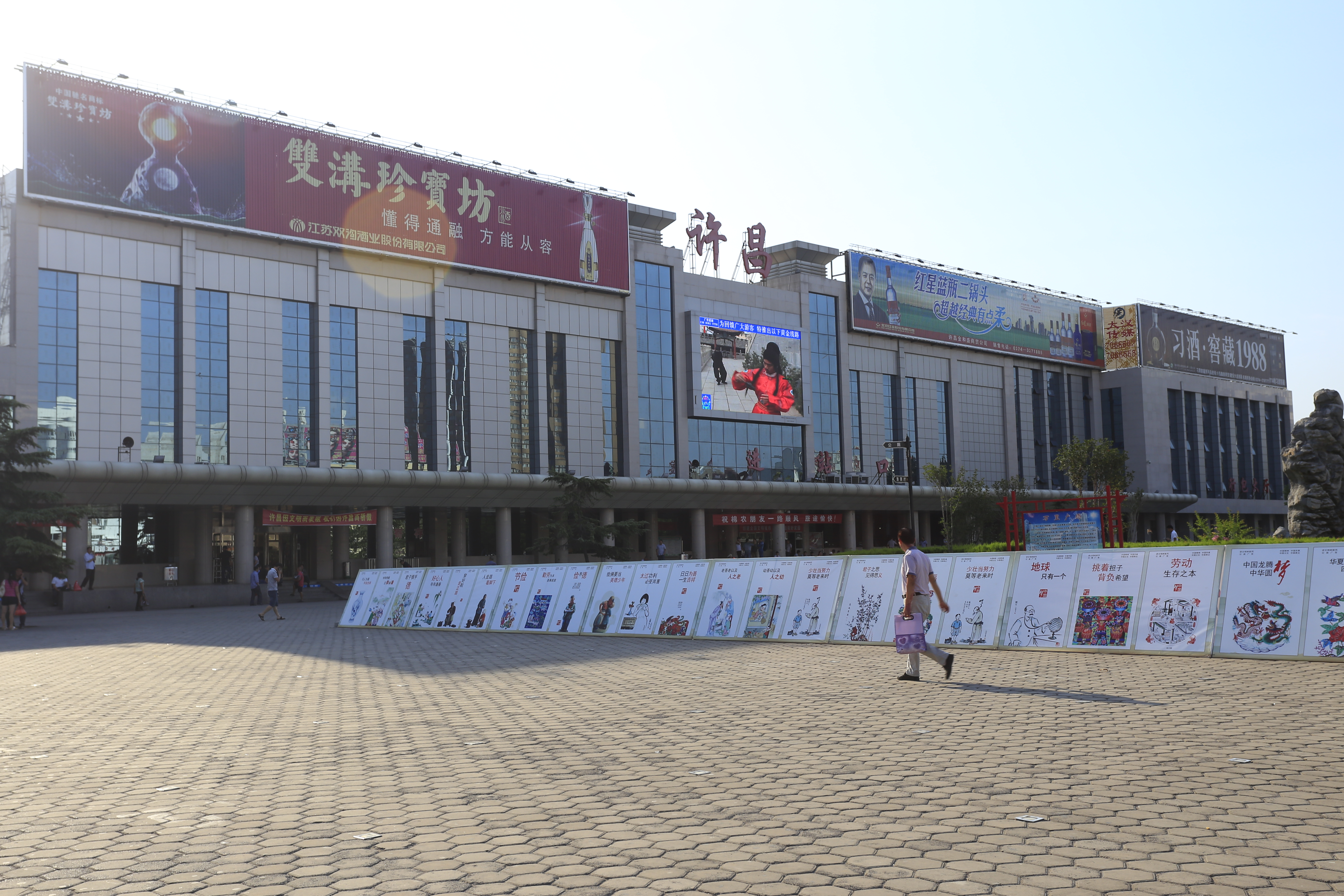
Железнодорожный вокзал
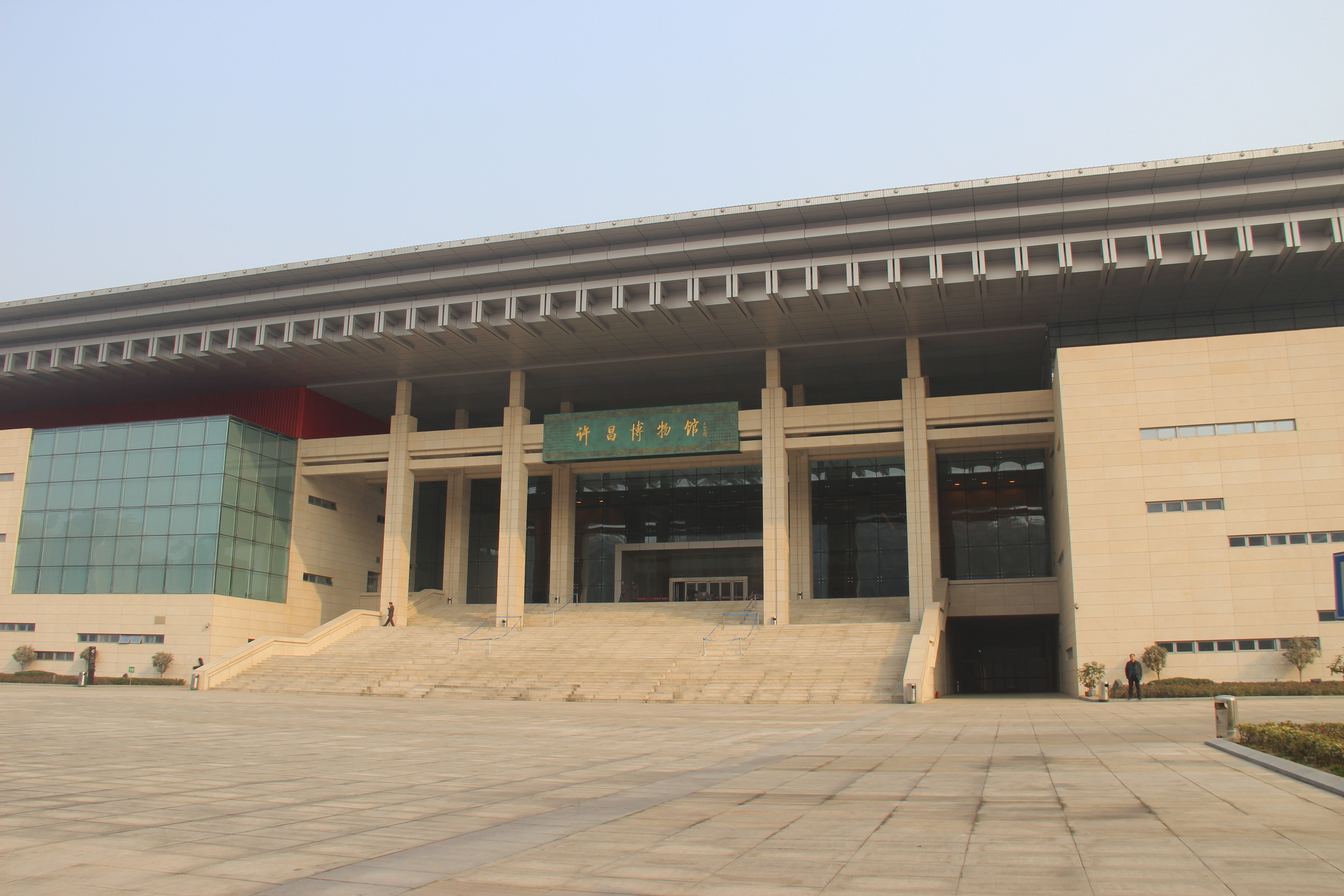
Музей